# Distretto di Bolloh
Il distretto di Bolloh è un distretto della Liberia facente parte della contea di Grand Kru.